# James Gibson (psicologo)
James Jerome Gibson (McConnelsville, 27 gennaio 1904 – Ithaca, 11 dicembre 1979) è stato uno psicologo statunitense.
Influenzato dalle teorie comportamentiste e dall'incontro con Koffka, è considerato uno dei più importanti psicologi del XX secolo nel campo della percezione visiva. Dal 1949 al 1972 insegnò alla Cornell University. Studiando la percezione per conto dell'aeronautica militare degli USA durante la seconda guerra mondiale, sviluppò l'idea che negli oggetti in movimento esistono maggiori stimoli visivi rispetto a quelli statici. Inaugurò una nuova matrice di ricerca in campo percettivo che definì ottica ecologica. I suoi concetti fondamentali sono il flusso ottico, la percezione non mediata da altri processi mentali, gli invarianti percettivi che rimangono costanti al variare della percezione. Nonostante critiche da parte di altri psicologi (Ullman e Marr), l'approccio ecologico divenne un fattore fondamentale per i successivi studi sulla percezione: essa non verrà più studiata solamente in ambito strettamente di laboratorio ma soprattutto in circostanze ambientali quotidiane.
Sposato con la psicologa e ricercatrice Eleanor J. Gibson.

## Opere
- The perception of the visual world, Cambridge, Mass., Riverside press, 1950
- The senses considered as perceptual systems, Houghton Mifflin, 1966, ISBN 0-313-23961-4
- The ecological approach to visual perception, Houghton Mifflin, Boston, 1979, ISBN 0-89859-959-8 (1986), Trad. it. Un approccio ecologico alla percezione visiva, Mimesis, Milano-Udine, 1999